# Weiherskopf/ Hohestein
Weiherskopf/ Hohestein este o arie protejată (arie specială de conservare — SAC, sit de importanță comunitară — SCI) din Germania întinsă pe o suprafață de 420,78 ha, integral pe uscat.

## Localizare
Centrul sitului Weiherskopf/ Hohestein este situat la coordonatele 50°21′46″N 9°27′15″E / 50.3628°N 9.4542°E.

## Înființare
Situl Weiherskopf/ Hohestein a fost declarat sit de importanță comunitară în aprilie 1999 pentru a proteja un număr necunoscut de specii din flora spontană și fauna sălbatică aflate în arealul zonei. Situl a fost protejat și ca arie specială de conservare în martie 2008.

## Biodiversitate
Situată în ecoregiunea continentală, aria protejată conține 2 habitate naturale: Păduri de fag Asperulo-Fagetum, Păduri aluvionare cu Alnus glutinosa și Fraxinus excelsior (Alno-Padion, Alnion incanae, Salicion albae).
La baza desemnării sitului se află un număr nedeclarat de specii protejate.